# Туран (танк)
40M «Туран» (венг. 40M Turán) — венгерский средний танк периода Второй мировой войны. Создан в 1940 году на основе чехословацкого танка T-21, разработанного фирмой «Шкода». «Туран» выпускался серийно с марта 1942 по осень 1944 года; всего было выпущено 2 прототипа и 459серийных танков. «Туран» стал наиболее многочисленным венгерским танком Второй мировой войны и составлял основу венгерских танковых дивизий во второй половине войны, активно используясь в боях 1944—1945 годов.

## История создания
Лёгкий танк «Толди», поступивший в серийное производство в 1940 году, отчасти удовлетворил потребности создававшихся в то время венгерских бронетанковых сил, но военным был необходим и более тяжёлый танк, с лучшими вооружением и защищённостью. Потребности собственной армии в этом танке, как показывают цифры заказов, которые пытались разместить венгры в различных странах, оценивались командованием в 180 машин. Как и в случае с «Толди», новый танк решили искать за рубежом, однако первые попытки успехом не увенчались. Шведская фирма «Ландсверк», ранее продавшая Венгрии лицензию на производство «Толди», с заказанной ей разработкой среднего танка не справилась. Попытка получить танк в Германии в 1939 году также не принесла результата — немцы сами испытывали острейшую нехватку средних танков Pz.Kpfw. III и Pz.Kpfw. IV, так что отказали венграм не только в размещении заказа на 180 Pz.Kpfw. IV, но даже и в передаче хотя бы одного образца этого танка. Переговоры с Италией о продаже лицензии на производство их среднего танка M13/40 затягивались, и хотя к лету 1940 года стороны достигли согласия, необходимость в итальянском танке к тому времени уже отпала.
Образцом для венгерского среднего танка в итоге стал T-21, созданный чехословацкой фирмой «Шкода» для армии Чехословакии на основе своего же собственного лёгкого танка LT vz.35. Несколько образцов последнего были захвачены венгерскими войсками при оккупации Чехословакии и получили высокие оценки военных специалистов, поэтому было решено обратиться к «Шкоде», на которой к моменту оккупации заканчивались работы над первым прототипом T-21. Образец получил высокие оценки специалистов Института военной техники, которые сочли его лучшим из реально доступных средних танков. Немцев, на чьей части Чехословакии находилась «Шкода», T-21, в отличие от лёгкого LT vz.38, совершенно не интересовал, и против передачи его венграм они не возражали, но и попросту разместить заказ на 180 танков на «Шкоде», как первоначально планировалось, не вышло, поскольку та была полностью загружена выполнением заказов вермахта.
Опытный образец T-21 прибыл в Будапешт 10 июня 1940 года и поступил в распоряжение Института военной техники. В ходе испытаний на Центральном полигоне Хонведшега танк прошёл 800 км без поломок, и после их завершения 10 июля был рекомендован к принятию на вооружение после внесения в конструкцию ряда изменений. Так, было рекомендовано довести лобовое бронирование до 35 мм, в соответствии с германскими взглядами на тактику применения танков, служившими в то время образцом для венгров, увеличить число членов экипажа в башне с двух до трёх и установить командирскую башенку, а также внести ряд мелких изменений. Вместо чехословацкой 47-мм пушки уже на испытаниях была установлена венгерская 40-мм 41.M, также венгерскими образцами было решено заменить пулемёты и двигатель. В общей сложности в конструкцию танка было внесено более 200 различных изменений. Окончательно лицензионный договор с фирмой «Шкода» был подписан 7 августа, а 28 ноября 1940 года модифицированный танк был принят на вооружение Венгерской армии под обозначением 40.M. Танк получил также имя собственное — «Туран», в честь исторической прародины венгров.

## Серийное производство и дальнейшее развитие
| Производитель             | Huba II | Huba III | Всего | Фактически | №№              |
| ------------------------- | ------- | -------- | ----- | ---------- | --------------- |
| Weiss Manfred             | 70      |          | 70    | 70         | Н-803 - Н-872   |
| Magyar Waggon- és Gépgyár | 70      | 6        | 76    | 86         | 1Н-001 - 1Н-086 |
| Ganz                      | 50      | 24       | 74    | 68         | 1Н-201 - 1Н-268 |
| MAVAG                     | 40      | 19       | 59    | 55         | 1Н-426 - 1Н-480 |
| Всего                     | 230     | 49       | 279   | 279        |                 |

Huba - заказ
| Год   | январь | февраль | март  | апрель | май   | июнь  | июль  | август | сентябрь | октябрь | ноябрь | декабрь | Всего |
| ----- | ------ | ------- | ----- | ------ | ----- | ----- | ----- | ------ | -------- | ------- | ------ | ------- | ----- |
| 1942  |        |         | 4     | 16     | 10    | 24    | 23    | 24     | 20       | 21      | 16     |         | 158   |
| 1943  | 18     | 11      | 16    | 18     | 7     | 17    | 11    | 1      | 5        |         | 7      |         | 111   |
| 1944  | 5      | 5       |       |        | 5*    |       | 1*    |        |          |         |        |         | 10    |
| Итого | Итого  | Итого   | Итого | Итого  | Итого | Итого | Итого | Итого  | Итого    | Итого   | Итого  | Итого   | 279   |

*переделаны в Turan II.
Второй прототип из не броневой стали (№ H-802) был собран во второй половине 1942 года. В январе 1943 года он был переделан в Turan II, а в мае его переоборудовали в командирский танк.
Первый заказ на 230 «Туранов» был выдан венгерским Министерством обороны 19 сентября 1940 года. Производство должны были осуществлять четыре фирмы: «Манфред Вейсс» — 70, «Мадьяр Вагон» — 70, MAVAG — 40 и «Ганц» — 50 машин. Начало работ сильно затягивалось из-за задержек с поставкой фирмой «Шкода» технической документации на танк, последний комплект которой был получен только в марте 1941 года, поэтому первый прототип «Турана» из неброневой стали был закончен лишь 8 июля того же года. Первые же серийные «Тураны» сошли с конвейеров «Манфред Вейсс» в марте 1942 года. Расширение армии и увеличивавшиеся потребности в «Туранах» повлекли заказ в августе 1941 года второй партии, из 215 машин, однако переход к производству «Туранов II», в сочетании с высокой ценой машины, уже в том же месяце повлекли за собой сокращение заказа до 207 машин, затем 124 машин в мае 1942 года и, наконец, всего лишь 55, из которых 12 были произведены «Мадьяр Вагон», 24 — «Ганц» и 19 — MAVAG.
Вопрос об усилении вооружения «Турана» был впервые поставлен ещё до начала его производства, в мае — июне 1941 года. Для этой цели была избрана 75-мм пушка 41.M фирмы MAVAG, с длиной ствола 25 калибров, представлявшая собой переделанную полевую пушку. Первоначально планировалось установить на танк и новый 12,7-мм пулемёт, разработка которого велась тогда, но он так и не был готов ни в срок, ни до конца войны, поэтому конструкторы вынуждены были вернуться к 8-мм пулемёту. Установка пушки потребовала увеличения высоты башни на 45 мм, также модифицированный танк получил новые пулемёты 34/40AM Гебауэр и некоторые мелкие изменения. Новая модификация получила обозначение «Туран II», танки же первой модификации с 40-мм пушкой, чтобы отличить их, стали обозначаться как «Туран I». Из-за большого калибра орудия «Туран II» в Венгерской армии стал классифицироваться как тяжёлый танк.
| Производитель             | Huba | Фактически | №№                               |
| ------------------------- | ---- | ---------- | -------------------------------- |
| Weiss Manfred             | 62   | 62         | 2H-000 — 2H-061                  |
| Magyar Waggon- és Gépgyár | 68   | 68*        | 2H-077 — 2H-086, 2H-213 — 2H-270 |
| Ganz                      | 92   | 50         | 2H-400 — 2H-449                  |
| Всего                     | 222  | 180        |                                  |

*из них 6 переделано из Turan I.
| Год   | январь | февраль | март  | апрель | май   | июнь  | июль  | август | сентябрь | октябрь | ноябрь | декабрь | Всего |
| ----- | ------ | ------- | ----- | ------ | ----- | ----- | ----- | ------ | -------- | ------- | ------ | ------- | ----- |
| 1943  |        |         |       |        | 6*    | 22    | 19*   | 7      | 20       | 13      | 6      | 6       | 99*   |
| 1944  | 3      | 8       | 12    | 7      | 5     | 5     | 41    | 41     | 41       | 41      |        |         | 81    |
| Итого | Итого  | Итого   | Итого | Итого  | Итого | Итого | Итого | Итого  | Итого    | Итого   | Итого  | Итого   | 180   |

*из них 6 переделаны из последних Turan I (май — 5, июль — 1). 
Прототип «Турана II» был закончен в январе 1942, а первый заказ на 90 танков, вскоре увеличенный до 102, был выдан «Манфред Вейсс» в июле того же года. Первый серийный «Туран II» сошёл с конвейера в мае 1943 года, и первоначально их производство велось параллельно с «Туранами I». Позднее заказ был увеличен до 205 машин, с привлечением остальных фирм-производителей, а в феврале 1943 года — до 322 машин, однако уже в мае того же года заказ был сокращён до 222 машин.
Недостаточные противотанковые возможности как 40-мм, так и короткоствольной 75-мм пушек заставили вновь заняться усилением вооружения «Турана». В качестве средства для этого рассматривалась 75-мм 43.M с длиной ствола 43 калибра и высокой начальной скоростью снаряда, планировалось также довести лобовое бронирование танка до 80—95 мм. Новая модификация получила обозначение «Туран III». Переоборудованный из серийного «Турана I» прототип с 25-мм накладной бронёй и макетом пушки был закончен в августе 1943 года, а первый прототип «Турана III» был собран и прошёл испытания весной 1944 года, также с макетом пушки, которая всё ещё не была готова. Прекращение производства бронетехники к лету 1944 года, а также продолжавшиеся проблемы с новой пушкой так и оставили этот прототип в единственном экземпляре.

## Модификации
- 40.M Turán I — базовый вариант с 40-мм пушкой, выпущено 280 танков, включая командирский вариант.
- 40.M Turán I P.K. — командирский вариант с сокращённым боекомплектом и дополнительной радиостанцией R/4T.
- 41.M Turán II — вариант с короткоствольной 75-мм пушкой 41.M, выпущено 195 единиц.
- 41.M Turán II P.K. — командирский вариант, лишённый пушки и башенного пулемёта, оборудованный тремя радиостанциями: R/4T, R/5a и FuG 16, закончен только один прототип.
- 43.M Turán III — вариант с длинноствольной 75-мм пушкой 43.M и увеличенным бронированием, закончен был только прототип.

## Тактико-технические характеристики
| ТТХ различных модификаций танков T-21 и «Туран» |                               |                                             |                                             |                                             |
|                                                 | T-21                          | «Туран I»                                   | «Туран II»                                  | «Туран III»                                 |
| Размеры                                         |                               |                                             |                                             |                                             |
| Длина с пушкой, м                               | 5,50                          | 5,50                                        | 5,50                                        | н/д                                         |
| Ширина, м                                       | 2,35                          | 2,44                                        | 2,44                                        | 2,44                                        |
| Высота, м                                       | 2,39                          | 2,39                                        | 2,43                                        | н/д                                         |
| Боевая масса, т                                 | 16,7                          | 18,2                                        | 19,2                                        | около 23                                    |
| Экипаж, чел.                                    | 4                             | 5                                           | 5                                           | 5                                           |
| Бронирование, мм                                |                               |                                             |                                             |                                             |
| Лоб корпуса                                     | 30                            | 50—60                                       | 50—60                                       | 80                                          |
| Борта и корма корпуса                           | 25                            | 25                                          | 25                                          | 25                                          |
| Лоб башни                                       | 30                            | 50—60                                       | 50—60                                       | 80                                          |
| Крыша                                           | 10                            | 8—25                                        | 8—25                                        | 8—25                                        |
| Днище                                           | 10                            | 14                                          | 14                                          | 14                                          |
| Вооружение                                      |                               |                                             |                                             |                                             |
| Пушка                                           | 47-мм A9                      | 40-мм 41.M                                  | 75-мм 41.M                                  | 75-мм 43.M                                  |
| Пулемёты                                        | 2 × 7,92-мм                   | 2 × 8-мм                                    | 2 × 8-мм                                    | 2 × 8-мм                                    |
| Боекомплект, выстрелов/патронов                 | н/д                           | 101 / 1800                                  | 56 / 1800                                   | н/д                                         |
| Подвижность                                     |                               |                                             |                                             |                                             |
| Двигатель                                       | Бензиновый «Шкода», 240 л. с. | Бензиновый 8‑цилиндровый Turan-Z, 260 л. с. | Бензиновый 8‑цилиндровый Turan-Z, 260 л. с. | Бензиновый 8‑цилиндровый Turan-Z, 260 л. с. |
| Удельная мощность, л. с./т                      | 14,5                          | 14,3                                        | 13,5                                        | около 11,3                                  |
| Максимальная скорость по шоссе, км/ч            | 50                            | 47                                          | 43                                          | н/д                                         |
| Запас хода по шоссе, км                         | н/д                           | 165                                         | 150                                         | н/д                                         |
| Удельное давление на грунт, кг/см²              | 0,58                          | 0,61                                        | 0,69                                        | н/д                                         |

## Описание конструкции
«Туран» имел классическую компоновку, с расположением моторно-трансмиссионного отделения в кормовой, а отделения управления и боевого отделения — в лобовой части танка. Экипаж «Турана» состоял из пяти человек: механика-водителя, стрелка-радиста, наводчика, заряжающего и командира.

### Броневой корпус и башня
«Туран» имел противоснарядное дифференцированное бронирование. Броневой корпус и башня «Турана» собирались из катаных листов и плит гомогенной броневой стали, на каркасе с помощью болтов и заклёпок. Все плиты вертикального бронирования «Турана» устанавливались отвесно или с незначительными углами наклона к вертикали, толщина вертикальной брони лба корпуса и башни составляла, по разным данным, 50—60 мм или только 50 мм; бортов и кормы — 25 мм. Толщина бронелистов днища составляла 14 мм, а толщина крыши корпуса и башни в разных частях варьировалась от 8 до 25 мм. С 1944 года «Тураны» начали оснащаться комплектом 8-мм бортовых противокумулятивных экранов по образцу германских, но до конца боевых действий все танки оборудовать ими не успели.
Для посадки и высадки экипажа в башне имелись индивидуальные люки, в бортах — для наводчика и заряжающего, и в крыше башенки — для командира. Механик-водитель и стрелок-радист имели один люк в крыше корпуса над местом стрелка-радиста, также ряд люков для доступа к агрегатам двигателя и трансмиссии имелся в крыше и корме моторно-трансмиссионного отделения.

### Вооружение
Основным вооружением «Турана» являлась пушка, 40-мм 41.M 40/51 на «Туране I» или 75-мм 41.M 75/25 на «Туране II». 40-мм полуавтоматическая пушка 41.M 40/51 была разработана фирмой MAVAG на основе 37-мм противотанковых пушек, германской PaK 35/36 и чехословацкой A7, и имела длину ствола в 51 калибр / 2040 мм. Начальная скорость её бронебойного снаряда составляла 800 м/с, масса осколочного снаряда — 0,96 кг, а скорострельность орудия — 12 выстрелов в минуту. Пушка размещалась в лобовой части башни на цапфах в установке, позволявшей её вертикальную наводку в пределах от −10 до +25°, наведение на цель осуществлялось при помощи телескопического прицела. Примечательной для того времени особенностью «Турана» являлось наличие у наводчика небольшого оптического дальномера. Боекомплект пушки составлял 101 унитарный выстрел с бронебойными и осколочными снарядами, пушка могла использовать также боеприпасы к зенитной пушке «Бофорс».
| Таблица бронепробиваемости для 40-мм танковой пушки 41.M 40/51, в мм |     |     |      |
| Снаряд \ Расстояние, м | 300 | 600 | 1000 |
| Бронебойный (угол встречи 30°) | 42  | 36  | 30   |
| Следует помнить, что в разное время и в разных странах использовались различные методики определения бронепробиваемости. Как следствие, прямое сравнение с аналогичными данными других орудий часто оказывается невозможным. |     |     |      |

75-мм полуавтоматическая пушка 41.M 75/25 была разработана на основе полевого орудия и имела длину ствола в 25 калибров / 1875 мм и начальную скорость бронебойного снаряда в 450 м/с. Установка орудия была аналогична 40-мм пушке, но углы вертикальной наводки увеличились до −10…+30°, а боекомплект сократился до, по разным данным, 52 или 56 выстрелов с бронебойными и осколочно-фугасными снарядами.
Вспомогательное вооружение танков «Туран» всех модификаций состояло из двух 8-мм пулемётов 34/40AM Гебауэр. Один из них находился справа от орудия в автономной шаровой установке, а второй размещался в верхней лобовой бронеплите корпуса справа и обслуживался стрелком-радистом. Оба пулемёта имели телескопические прицелы, вместе со стволом защищённые массивными броневыми кожухами. Боекомплект пулемётов, согласно большинству источников, составлял 3000 патронов, хотя некоторые источники приводят цифру в 1800 патронов.

### Средства наблюдения и связи
Средством наблюдения за местностью в боевых условиях экипажу «Турана» служили поворотные перископические призменные смотровые приборы. По одному прибору имели механик-водитель, стрелок-радист, наводчик и заряжающий, а командир танка имел командирскую башенку с двумя смотровыми приборами. Механик-водитель, помимо этого, имел смотровую щель с защитным триплексным стеклом в верхнем лобовом листе корпуса.
Для внешней связи «Туран» оборудовался радиостанцией R/5a, устанавливавшейся возле рабочего места стрелка-радиста, специальных же средств внутренней связи на танках не имелось. Командирские «Туран I P.K.» оснащались, помимо неё, радиостанцией R/4T, размещавшейся в кормовой нише башни.

### Двигатель и трансмиссия
«Туран» оснащался V-образным 8-цилиндровым карбюраторным двигателем жидкостного охлаждения модели Turan-Z производства фирмы «Манфред Вейсс», развивавшим мощность 265 л. с. при 2200 об/мин. Двигатель располагался в моторном отделении танка вдоль его продольной оси, а топливный бак, ёмкостью 265 литров, был вынесен в боевое отделение.
В состав трансмиссии «Турана» входили:
- многодисковый главный фрикцион сухого трения;
- планетарная механическая коробка передач с понижающей передачей, имевшая шесть скоростей вперёд и назад;
- однорадиусный планетарный механизм поворота;
- бортовые тормоза, устанавливавшиеся как на ведущих колёсах, так и на ленивцах;
- бортовые передачи.

Управление коробкой передач, механизмом поворота и тормозами осуществлялось при помощи пневматических сервоприводов, продублированных механическими, что облегчало работу механика-водителя.

### Ходовая часть
Ходовая часть «Турана» перешла к нему с T-21 практически без изменений и состояла по каждому борту из девяти сдвоенных обрезиненных опорных катков малого диаметра, пяти сдвоенных обрезиненных поддерживающих катков, зубчатого ленивца и расположенного в корме танка ведущего колеса. Из девяти опорных катков, восемь были сблокированы по четыре в двух тележках. Каждые два катка объединялись на концах балансиров, которые в свою очередь крепились шарнирно на других балансирах, сблокированных на шарнирах попарно по «ножничной» схеме с горизонтальной листовой рессорой в качестве упругого элемента. Девятый каток жёстко закреплялся между ленивцем и передней тележкой подвески, работая только при преодолении танком вертикальных препятствий.

## Машины на базе «Турана»
40/43.M, «Зриньи II» (венг. Zrínyi II) — самоходная артиллерийская установка (САУ) класса штурмовых орудий. Создана в 1942 году на уширенном на 450 мм шасси «Турана» и была вооружена 105-мм гаубицей, в то время как бронирование лба рубки САУ составляло 75 мм. «Зриньи» производилась в сравнительно малых количествах — весь выпуск в 1943—1944 годах составил 66 единиц, но благодаря своим высоким тактико-техническим характеристикам она, несмотря на некоторую отсталость конструкции, считается лучшим образцом венгерской бронетехники периода Второй мировой войны. САУ использовались войсками на Восточном фронте и пользовались популярностью благодаря сочетанию мощного орудия и сравнительно хорошей броневой защиты с низким силуэтом машины.
44.M, «Зриньи I» (венг. Zrínyi I). Поскольку 105-мм гаубица не могла бороться с танками, была предпринята попытка перевооружить «Зриньи» 75-мм пушкой 43.M с длиной ствола 43 калибра, той же, что должна была устанавливаться на «Туране III». Прототип модифицированной САУ, известной как «Зриньи I», был завершён в феврале 1944 года, по одним данным, дальше его изготовления дело не продвинулось, по другим же — было произведено четыре серийных машины, но так или иначе, сколько-нибудь заметного влияния на ход боевых действий они не оказали.

## Состоял на вооружении
- Венгрия — по разным данным, от 424[5] до 459[1] танков.
- СССР — 8 трофейных танков[14].
- Болгария — в начале 1945 года командование 3-го Украинского фронта передало на вооружение болгарской армии один трофейный танк «Туран» венгерского производства, который использовался в болгарской армии под наименованием «Венгер»[15].

## Боевое применение

### Венгерская армия
Первые 12 серийных «Туранов» поступили в танковую школу в Эстергоме в мае 1942 года. Вскоре новые танки начали поступать и в боевые части, на вооружение 1-й и 2-й танковых и 1-й кавалерийской дивизий. С мая 1943 года в войска начали поступать и новые «Туран II». Помимо танковых частей, некоторое количество танков придавалось и ротам САУ. На 30 октября 1943 года в войсках насчитывалось 242 танка «Туран» обеих модификаций: 61 в 1-м танковом полку 1-й танковой дивизии, 120 в 3-м танковом полку 2-й танковой дивизии, 56 в танковом батальоне 1-й кавалерийской дивизии; также 2 танка находились в 1-й роте САУ и ещё 3 использовались в качестве учебных в танковой школе.
На фронт «Тураны» попали только в апреле 1944 года, в составе 2-й танковой дивизии, имевшей 120 машин этого типа. Впервые в бой танки вступили 17 апреля при контратаке наступавших советских войск в направлении от Солотвины на Коломыю. В этом же бою «Тураны» впервые встретились с Т-34-85 и, по венгерским данным, уничтожили два из них огнём 75-мм пушек, заставив остальные отступить. Применение танков на лесистой и гористой местности успеха не принесло, и к 26 апреля венгерские войска остановили дальнейшее продвижение, потеряв в ходе операции 30 танков. Бои показали полную неэффективность 40-мм пушки «Турана I» против Т-34-85, значительно лучше показала себя 75-мм пушка «Турана II». В ходе боёв, с 17 апреля по 13 мая, экипажи «Туранов» 2-й дивизии заявили об уничтожении 27 советских танков, в том числе нескольких Т-34-85 и по меньшей мере одного «Шермана», почти все из которых были подбиты 75-мм пушками. После этого дивизия принимала участие в боях у Станиславова в августе — сентябре того же года. 5—8 сентября дивизия приняла участие в наступлении на румынские позиции, в ходе которого, в танковом сражении у Торды, она понесла ещё более тяжёлые потери и 23 сентября была выведена в тыл.
1-я кавалерийская дивизия была отправлена на фронт в июне 1944 года, будучи придана группе армий «Центр». Лето дивизия провела в боях в восточной Польше, с боями отступая к Варшаве, и заслужила высочайшую оценку германского командования среди подразделений европейских союзников Германии. Потеряв все свои танки в ходе отступления, в сентябре была выведена в тыл и она. 1-я танковая дивизия, имея 124 «Турана», вошла в состав 4-го корпуса и служила его основной ударной силой в начавшемся 13 сентября 1944 года наступлении венгерских войск в Трансильвании. Наступление, однако, уже вскоре было остановлено контратакой советских войск, и дивизия начала постепенное отступление на территорию Венгрии. В ходе сентябрьских боёв танкисты 1-й дивизии заявили уничтожение более 30 танков противника, в основном Т-34-85.
К началу ноября 1944 года наступающие советские войска достигли пригородов Будапешта, и началась оборона города, в которой к отступившей 1-й танковой присоединились 2-я танковая и 1-я кавалерийская дивизии. 1-я танковая дивизия сражалась в окружении в самом городе, и последние её остатки были уничтожены или взяты в плен при попытке прорыва 11 февраля 1945 года. 2-я танковая и 1-я кавалерийская дивизии вели бои к северу от города, постепенно отступая к западу. Последней операцией, в которой приняли участие как «Тураны», так и остальные венгерские бронетанковые войска, стали бои у озера Балатон в марте — апреле 1945 года, в ходе которых подразделения вели бои в районе Вертеша, после чего последние остававшиеся танки были захвачены РККА.

### РККА
Помимо Венгрии, трофейные «Тураны» использовались также советскими войсками. Впервые новые венгерские танки были захвачены РККА при разгроме венгерской 2-й танковой дивизии в августе 1944 года. В преддверии тяжёлых боёв в Карпатах было решено использовать всю доступную бронетехнику, в том числе захваченную венгерскую, которая была сведена в сформированный 9 сентября 1944 года отдельный армейский батальон трофейных танков, насчитывавший 8 «Туранов». Батальон впервые вступил в бой 15 сентября в составе 18-й армии, а с 13 ноября был придан 5-й отдельной гвардейской танковой бригаде. По состоянию на 1 января 1945 года в батальоне всё ещё имелись 3 «Турана», но они, как и другая трофейная венгерская техника, находились в плохом техническом состоянии и требовали ремонта. Кроме этого, несколько брошенных венгерскими войсками на территории Словакии в начале 1945 года «Туранов» были захвачены Чехословакией и после войны использовались фирмой «Шкода» для различных экспериментов.

## Оценка машины
В целом «Туран» создавался на основе чехословацкой конструкции 1930-х годов, и несмотря на все усовершенствования, внесённые в него в Венгрии, такие как полноценное противоснарядное бронирование и трёхместная башня, позволявшая освободить командира танка от дополнительных обязанностей и обеспечить ему хороший обзор поля боя за счёт командирской башенки, танк всё равно сохранял устаревшую конструкцию корпуса и подвески. «Туран» также был сложен и дорог в производстве, а в результате как задержек с поставками чертежей, так и вносимых венграми в конструкцию изменений, освоение в промышленности танка затянулось до 1942 года. Ввод же танка в бой затянулся ещё на два года, а к 1944 году танк, несмотря на попытки модернизировать его, уже устарел.
«Туран» отличался сочетанием прогрессивных решений, введённых уже в Венгрии, таких как полное разделение функций экипажа за счёт трёхместной башни, радиофикация всех танков, применение сервоприводов для управления трансмиссией, сравнительно совершенные прицельно-наблюдательные приборы, поставлявшиеся из Германии, с унаследованными от T-21 устаревшими — клёпаной конструкцией корпуса и башни, более сложной в производстве и менее снарядостойкой, чем сварная, переход к которой осуществлялся в те годы в танкостроении повсеместно, и устаревшей, восходящей ещё к «Виккерсу-шеститонному», конструкцией шасси, мало подходившей для сравнительно скоростной машины.
Главным недостатком «Турана» являлось его слабое вооружение. 40-мм пушка могла бороться только с лёгкими советскими танками, уже броню среднего Т-34 она могла сколько-нибудь эффективно пробить лишь в нижней части бортов, и то лишь на сравнительно малых дистанциях. Лобовая же броня Т-34 и вовсе была для него практически неуязвима, за исключением шансов на удачное попадание в ослабленные места с малых дистанций. Сравнительно невысоким было и осколочное действие 40-мм снаряда. Переход на короткоствольную 75-мм пушку исправил положение лишь частично, хотя, по венгерским данным, она всё же была способна подбить Т-34-85. Как говорилось в докладе советской комиссии по трофейной венгерской бронетехнике, «Тураны» были наиболее пригодны для поддержки пехоты, но малоэффективны в борьбе с танками. Вместе с тем, как 40-мм, так и 75-мм их пушки оценивались хорошо, как безотказные в работе и имеющие высокую точность стрельбы. Лобовое бронирование «Турана» было способно защитить его лишь от танковых или противотанковых орудий довоенного поколения, имевших калибр не более 45 мм, тогда как современные ему 57-мм и 76-мм пушки не испытывали проблем с пробитием его брони на дистанциях до 1000 метров. Дополнительно снижало его живучесть клёпаное соединение деталей корпуса и башни, склонное при попадании снаряда, даже если тот не пробивал броню, к отстрелу внутрь танка заклёпок, которые могли поразить экипаж и оборудование.
Таким образом, если в 1941—1942 годах «Туран» мог бы достаточно эффективно бороться с советскими танками, имевшими в большинстве своём противопульное бронирование и вооружение калибром не более 45 мм, то к 1944 году, когда танк впервые появился на поле боя, его обычными противниками стали Т-34 и новые Т-34-85, шансов в бою с которыми у «Турана» имелось мало. В какой-то мере спасти ситуацию смог бы переход на «Туран III», сочетание вооружения и брони которого уравнивало шансы танка в бою хотя бы с Т-34, но серийное производство этой модификации так и не было начато.

## Сохранившиеся экземпляры
Единственный известный сохранившийся экземпляр «Турана» — «Туран II» с номером 2H423, оснащённый бортовыми экранами, находится в экспозиции Бронетанкового музея в Кубинке в России.

## «Туран» в сувенирной и игровой индустрии
По причине сравнительно малой известности, особенно на Западе, «Туран» слабо отражён в этих областях. В компьютерных играх «Туран» практически не встречается, за исключением пользовательских модификаций. 
Однако на данный момент этот танк доступен в игре World of Tanks в модификации Turan III PT, и в игре War Thunder в модификациях Turan I и Turan III, а целая ветка венгерских танков, включая «Туран» стала доступна в игре War Thunder после обновления "Сыны Аттилы". Сравнительно слабо представлен «Туран» и в модельной индустрии, лишь отдельными фирмами, такими как Botond или Colinec, малыми сериями выпускаются смоляные модели разных модификаций танка в масштабе 1:35, однако в силу технологии производства такие модели отличаются высокой, по сравнению с традиционными пластиковыми, ценой и сложностью сборки.